# Bad Kohlgrub
Bad Kohlgrub település Németországban, azon belül Bajorországban. Lakosainak száma 2842 fő (2023. december 31.).

## Népesség
A település népessége az elmúlt években az alábbi módon változott:
| Lakosok száma | 884  | 1932 | 1979 | 1987 | 2405 | 2599 | 2771 | 2853 | 2839 | 2842 |
|               | 1875 | 1950 | 1975 | 1987 | 2012 | 2014 | 2016 | 2017 | 2021 | 2023 |